# تجميع (ترميم)

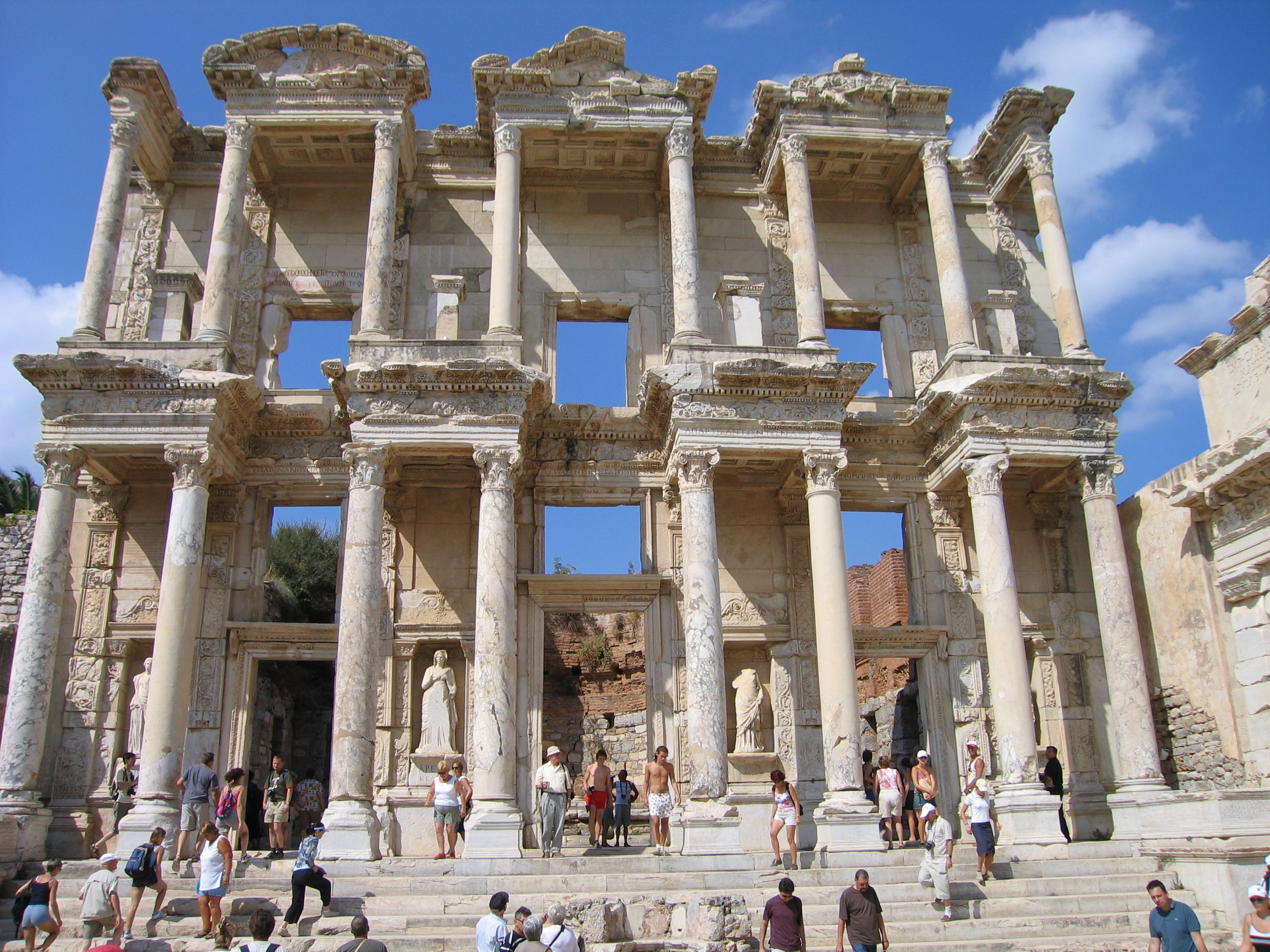
مكتبة سيلسوس في أفسس (تركيا)، بعد عملية التجميع 1970-1978

التجميع (Anastylosis), في مجال الترميم، هو مصطلح يشير إلى تقنية إعادة بناء هيكل ما، باستخدام مواده الأصلية، ووفقا لنظام تشكيلته الأصلية، لا تستخدم فيه مواد جديدة إلا عند الضرورة القصوى، والتي يجب أن تكون مميزة ومن السهل التعرف عليها، بحيث لا يمكن خلطها مع النسيج الأصلي. يُستخدم المصطلح أحيانًا للإشارة إلى تقنية مشابهة لترميم الفخار المكسور والأشياء الصغيرة الأخرى

## المنهجية
الغرض من عملية التجميع هو إعادة بناء المعالم المعمارية التاريخية التي تدهورت مع مرور الوقت، باستخدام أكبر قدر ممكن من المواد الأصلية التي نجت بعد مئات أو حتى آلاف السنين من سوء الاستخدام. ويتم ذلك عن طريق إعادة المكونات إلى مواقعها الأصلية. عندما تكون المباني القائمة معرضة لخطر الانهيار، قد تستلزم الطريقة إعداد الرسومات والقياسات، والتفكيك قطعة قطعة، وإعادة التجميع الدقيق، باستخدام مواد جديدة كما هو مطلوب للسلامة الهيكلية؛ في بعض الأحيان قد يشمل ذلك أساسات جديدة. في الحالات التي تكون فيها العناصر أو الأجزاء مفقودة، يمكن استخدام مواد حديثة ذات جودة ترميمية، مثل الجص والأسمنت والراتنجات الاصطناعية كبدائل.
يفصل ميثاق البندقية الدولي لعام 1964 معايير عملية التجميع:
- أولا، يجب التأكد من الحالة الأصلية للهيكل علميا.
- ثانياً، يجب تحديد الموضع المناسب لكل مكون تم استرداده.
- ثالثا، يجب أن تقتصر المكونات التكميلية على تلك الضرورية لتحقيق الاستقرار (أي لا ينبغي أبدًا وضع المواد البديلة في الأجزاء الأكثر وضوحًا من الهيكل)، ويجب أن يكون من الممكن التعرف عليها كمواد بديلة. لا يُسمح ببناء عناصر جديدة بهدف سد الثغرات الظاهرة.[4]